# 香港青少年培育會陳南昌紀念學校
香港青少年培育會陳南昌紀念學校（英語：HK Juvenile Care Centre Chan Nam Cheong Memorial School）是香港一間特殊學校及群育學校，位於香港島黃竹坑南朗山道38號，專為情緒行為同適應有困難的男學生而設。

## 校園設施
學校有12間教室，每間可容納15人，9間特別室，包括綜合科學實驗室、圖書館、設計室、計算機室、設計技術室、電子電氣室、健身室、音樂室和資源室等。還有醫療室、社會工作室、籃球場、有蓋操場和禮堂。
宿舍設施：為了照顧學生的個別需求，宿舍採用了小型房屋的生活模式。宿舍由五層房屋組成。目前有四層樓開放，每層可容納24名男生。設施包括空調臥室、客廳和餐廳、浴室、活動室、獨立儲物櫃和書房，以及洗衣和餐飲服務。